# Sauvé (circonscription provinciale)
Pour les articles homonymes, voir Sauvé.
Sauvé est une ancienne circonscription électorale provinciale du Québec qui est disputée de 1973 jusqu'en 2003. La circonscription est nommée en l'honneur de Paul Sauvé (1907-1960), ancien premier ministre.

## Historique
Précédée de : Bourassa
Suivie de : Bourassa-Sauvé
La circonscription a été créée en 1972 à partir d'un portion de la circonscription de Bourassa. À la suite d'un remaniement de la carte électorale, la circonscription fusionne avec une partie de  cette dernière pour devenir Bourassa-Sauvé.

## Limites
La circonscription comprend une partie de la municipalité de Montréal. Lors de la carte électorale de 1992 – utilisée pour les élections de 1994 et 1998–, elle est formée d'une partie de la ville de Montréal-Nord délimitée comme suit : la rivière des Prairies, les limites de la ville de Montréal-Nord avec les villes de Montréal, d'Anjou et de Saint-Léonard, l'avenue Pigeon et son prolongement.

## Liste des députés
Au cours de son existence, la circonscription a compté deux ministres et vice-premiers ministres, soit Jacques-Yvan Morin de 1976 à 1984 et Line Beauchamp de 2011 à 2012. Cette dernière n'est cependant pas ministre lorsqu'elle est députée de Sauvé.
| Législature                  | Années    | Député         | Député             | Parti           |
| ---------------------------- | --------- | -------------- | ------------------ | --------------- |
| Sauvé Créée depuis Bourassa  |           |                |                    |                 |
| 30e                          | 1973–1976 |                | Jacques-Yvan Morin | Parti québécois |
| 31e                          | 1976–1981 |                | Jacques-Yvan Morin | Parti québécois |
| 32e                          | 1981–1984 |                | Jacques-Yvan Morin | Parti québécois |
| 32e                          | 1984–1985 |                | Marcel Parent      | Libéral         |
| 33e                          | 1985–1989 |                | Marcel Parent      | Libéral         |
| 34e                          | 1989–1994 |                | Marcel Parent      | Libéral         |
| 35e                          | 1994–1998 |                | Marcel Parent      | Libéral         |
| 36e                          | 1998–2003 | Line Beauchamp |                    | Libéral         |
| Dissoute dans Bourassa-Sauvé |           |                |                    |                 |

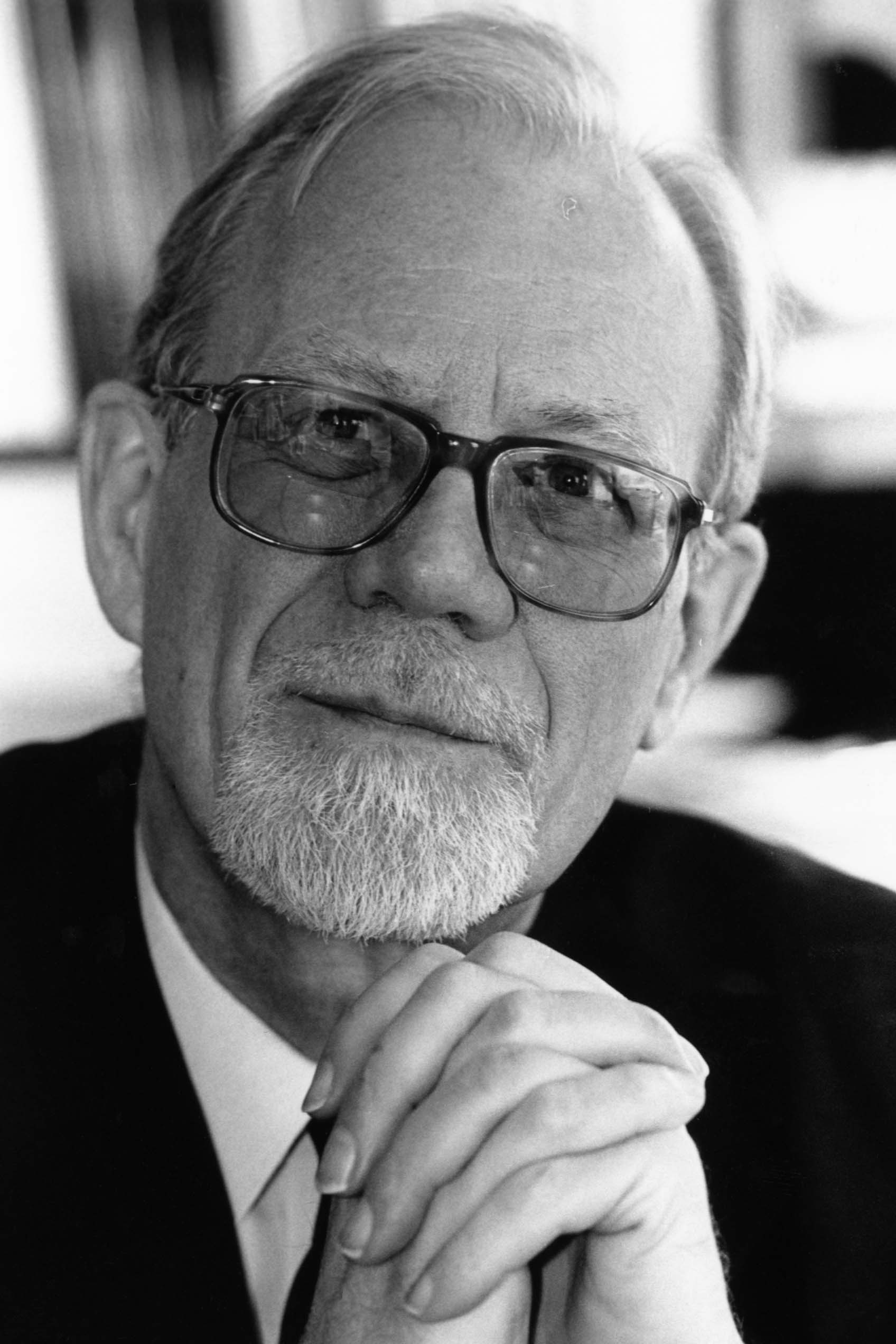
Jacques-Yvan Morin, vice-premier ministre du Québec de 1976 à 1984.
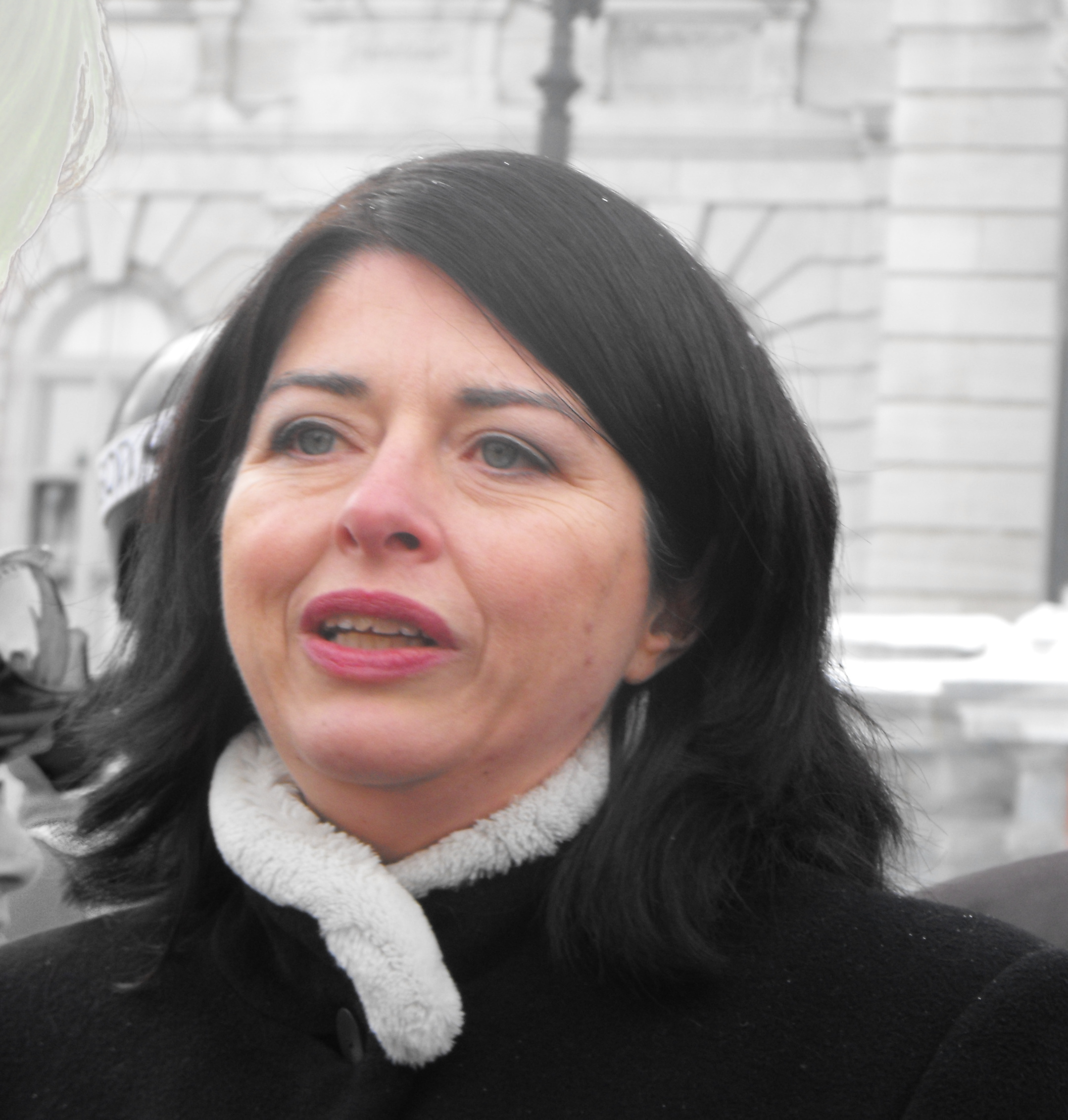
Line Beauchamp, vice-première ministre du Québec de 2011 à 2012.

## Résultats électoraux

### Évolution pour les principaux partis
| |
| - Parti libéral - Parti québécois - Crédit social (ancien) - Union nationale (ancien) - Action démocratique (ancien) |

### Résultats détaillés
|                                                                                               | Nom                 | Parti                 | Nombre de voix | %      | Maj.  |
| --------------------------------------------------------------------------------------------- | ------------------- | --------------------- | -------------- | ------ | ----- |
|                                                                                               | Line Beauchamp      | Libéral               | 14 125         | 58,4 % | 6 712 |
|                                                                                               | Umberto Di-Genova   | Parti québécois       | 7 413          | 30,7 % | -     |
|                                                                                               | Eric Sigouin        | Action démocratique   | 2 084          | 8,6 %  | -     |
|                                                                                               | Sylvain Archambault | Communiste            | 192            | 0,8 %  | -     |
|                                                                                               | Eric Fontaine       | Démocratie socialiste | 172            | 0,7 %  | -     |
|                                                                                               | Nicole Corbeil      | Parti innovateur      | 123            | 0,5 %  | -     |
|                                                                                               | Franklin Valois     | Loi naturelle         | 57             | 0,2 %  | -     |
| Total                                                                                         | Total               | Total                 | 24 166         | 100 %  |       |
| Le taux de participation lors de l'élection était de 76,3 % et 332 bulletins ont été rejetés. |                     |                       |                |        |       |